# Emilio Castelar

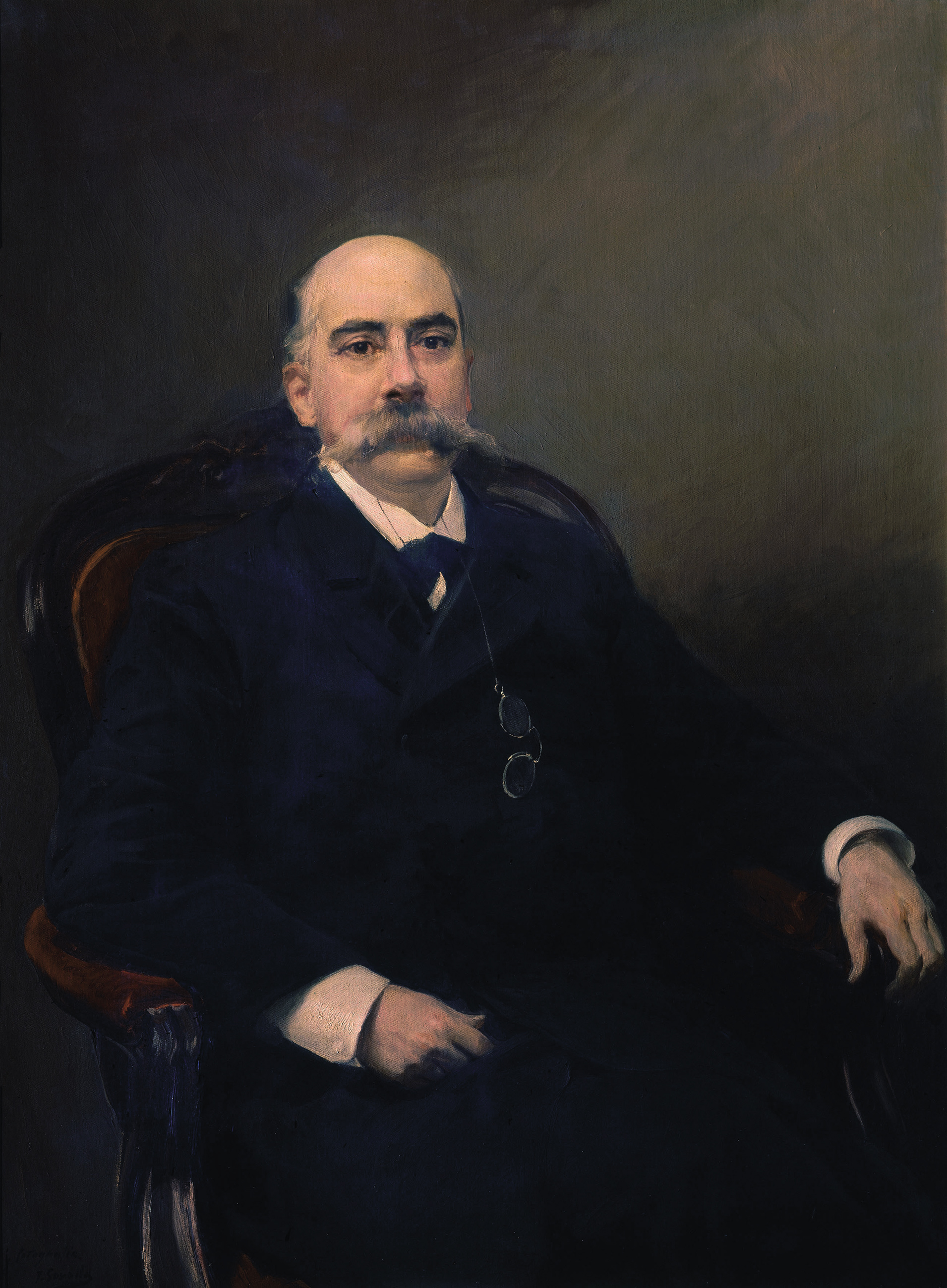
Emilio Castelar.

Emilio Castelar y Ripoll (Cádiz, 7 september 1832 - San Pedro del Pinatar, 25 mei 1899) was een Spaans politicus en auteur. Van 7 september 1873 tot en met 3 januari 1874 was hij de vierde president van de Eerste Spaanse Republiek.

## Levensloop

### Carrière als republikein
Castelar studeerde rechtswetenschappen aan de Complutense Universiteit van Madrid, waarna hij er filosofie en literatuur studeerde. Vervolgens werd hij actief als schrijver, eerst vooral op het gebied van novelles en later op politiek gebied.
Castelar werd in het politieke leven gebracht door de republikein José María Orense en begon voor democratische bladen te schrijven. In 1857 werd hij professor in de geschiedenis en in de filosofie aan de Universiteit van Madrid en kon via zijn voordrachten een grote invloed op de jeugd uitoefenen. In 1864 richtte hij het blad "La Democracia" op, waarin hij pleitte voor individuele vrijheid, tegen de willekeur van de monarchie en tegen het socialisme. Later verdedigde hij als afgevaardigde in de Cortes Generales de republikeinse principes.
Zijn heftige aanvallen op de regering hadden als gevolg dat hij in 1865 werd uitgesloten als parlementslid. Op 22 juni 1866 nam hij deel aan de mislukte opstand in Madrid, waardoor hij naar Frankrijk moest vluchten en in Spanje werd hij bij verstek ter dood veroordeeld.
Na de revolutie van 1868 werd zijn verbanning opgeheven en kon Castelar terugkeren naar Spanje. Voor Castelar begon er nu een nieuwe periode: hij werd opnieuw verkozen tot afgevaardigde in de grondwetgevende Cortes en bekampte er iedere vorm van een monarchie, verdedigde er de federale republiek als de enige mogelijke staatsvorm en verdedigde er de vrijheid van godsdienst. Ook pleitte hij voor een verbond tussen alle Romaanse volkeren (Fransen, Spanjaarden, Italianen en Portugezen) en bekritiseerde Duitsland heftig tijdens de Frans-Duitse Oorlog van 1870-1871.

### President van de Eerste Spaanse Republiek

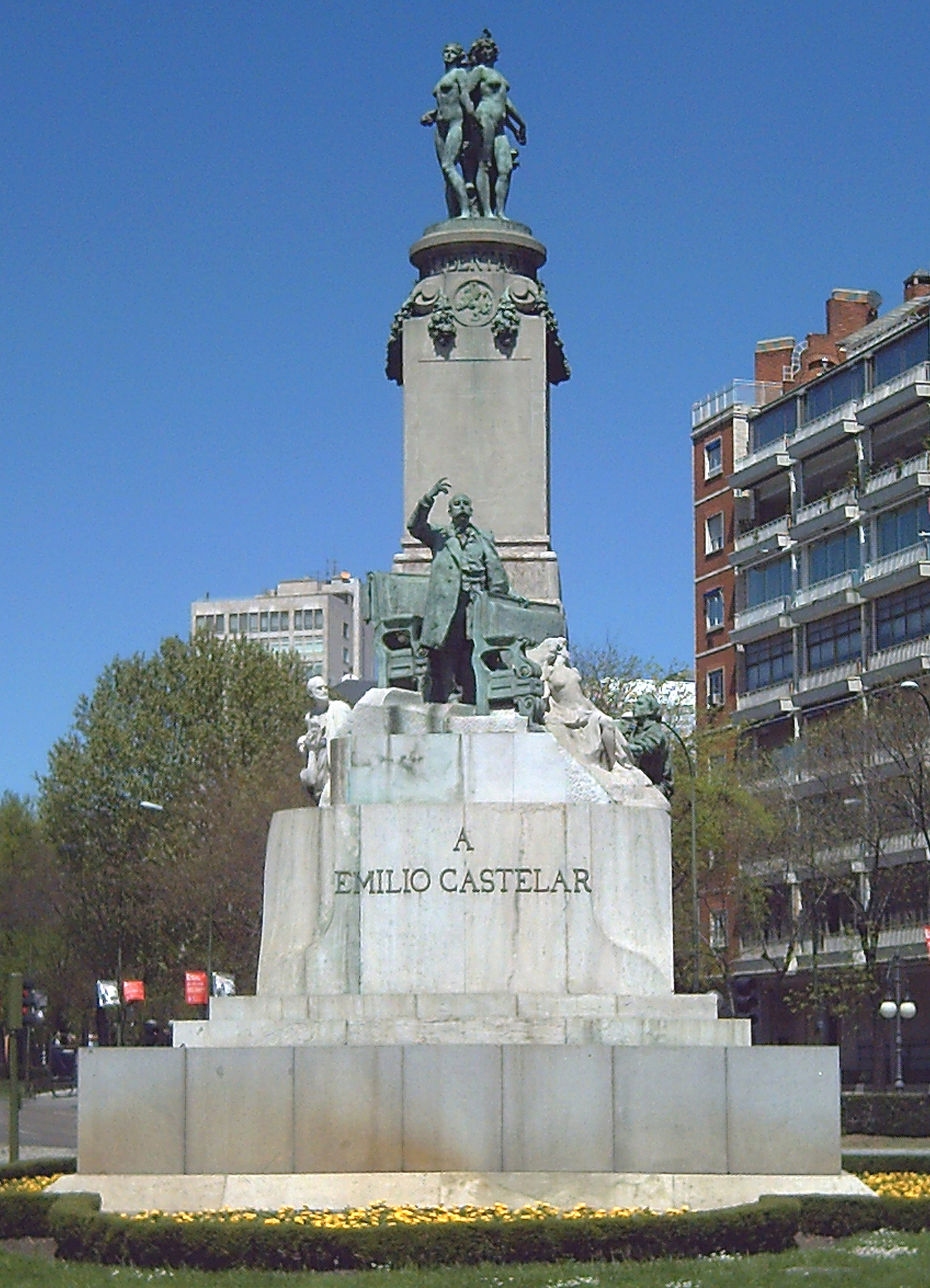
Standbeeld van Castelar in Madrid, ingewijd in 1908.

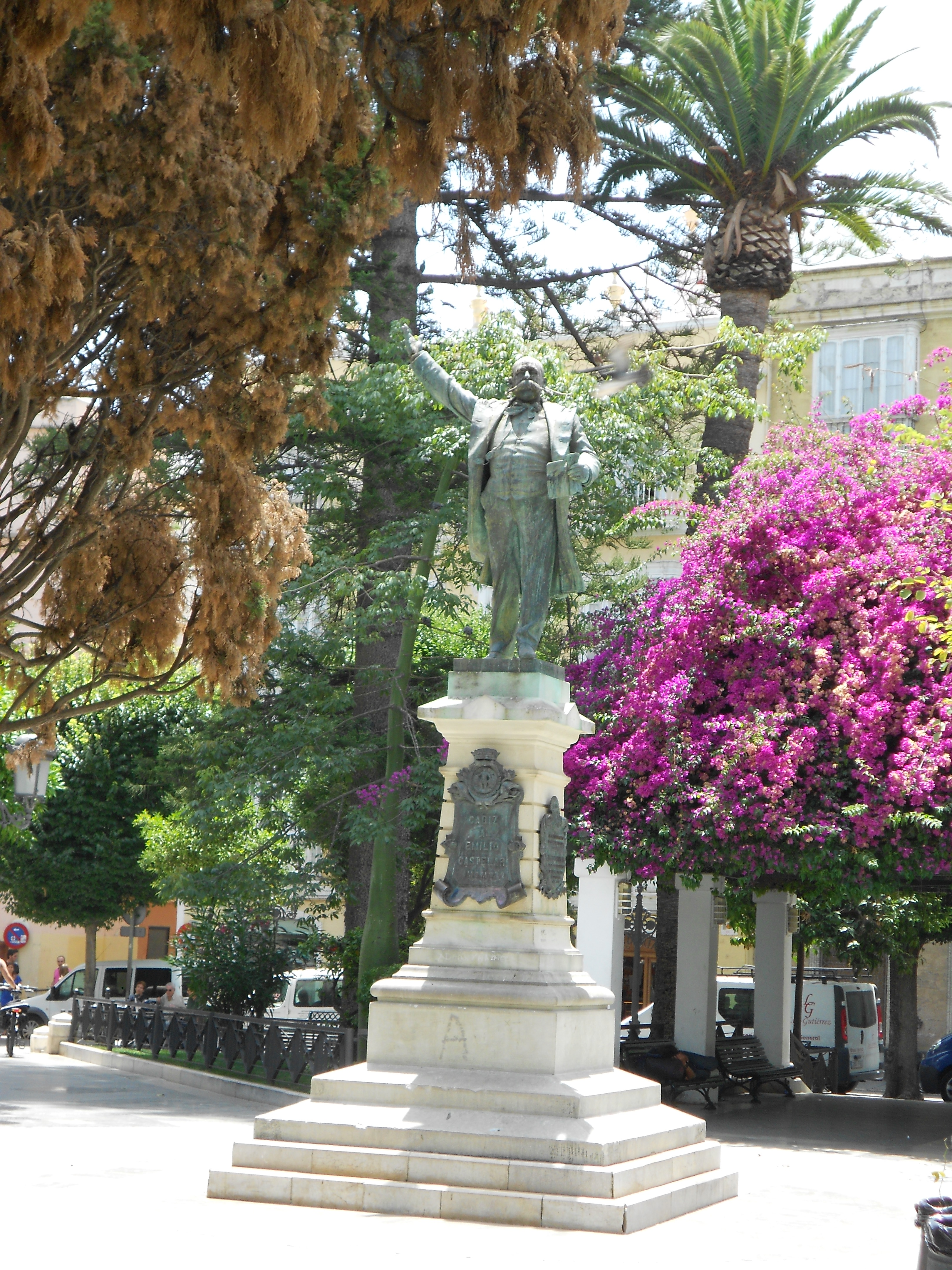
Standbeeld van Castelar in Cádiz.

Na de afzetting van koning Amadeus I in februari 1873, werd Castelars vriend Estanislao Figueras de eerste president van de Eerste Spaanse Republiek en tegelijkertijd premier. Castelar werd daarbij belast met het departement van de staatsminister. De regering-Figueras riep het federale Spanje uit en Castelar pleitte voor de afschaffing van de adeltitels en van de slavernij in Puerto Rico. De eerste drie Spaanse presidenten (Figueras, Francisco Pi y Margall en Nicolás Salmerón) bleven echter kort aan de macht en Castelar werd op 26 augustus 1873 verkozen tot voorzitter van de Cortes. In deze functie probeerde hij de nationale eenheid te bewaren, de Spaanse centrale regering te versterken en de orde van het land en de legerdiscipline te herstellen.
Op 7 september 1873 werd hij vervolgens benoemd tot de nieuwe president van Spanje. Hij gebruikte zijn buitengewone dictatorische volmachten op een energieke manier om succesvol de Derde Carlistenoorlog te bestrijden en een federalistische opstand in het zuiden te onderdrukken. Hij slaagde er echter niet in om de rust in Spanje te herstellen.

### Ontslag als president en het einde van de Eerste Spaanse Republiek
Een groot deel van de republikeinen vond dat Castelar echter te ver ging en nadat bleef dat hij op 2 januari 1874 geen meerderheid meer achter zich had in de Cortes, nam hij ontslag als president en premier. Daarna pleegde generaal Manuel Pavía een staatsgreep om te voorkomen dat radicale republikeinen de macht zouden grijpen en kwam de conservatieve monarchist Francisco Serrano y Domínguez aan de macht als president. Vervolgens trok Castelar zich terug uit de politiek en ging hij tijdelijk naar het buitenland.

### Activiteiten tijdens de Restauratie
Nadat koning Alfons XII aan de macht kwam, werd Castelar opnieuw verkozen in de Cortes en behoorde er tot de kleine groep republikeinen die een ordelijk Spanje wilden en die verbond van de Romaanse volkeren wilden. Ook zijn haat tegen Duitsland liet Castelar duidelijk merken. In 1893 stapte hij definitief uit de politiek.
- Biblioteca Nacional de España: XX875649
- Bibliothèque nationale de France: cb12053788c (data)
- Catàleg d'autoritats de noms i títols de Catalunya: 981058510088706706
- Gemeinsame Normdatei: 118668730
- International Standard Name Identifier: 0000 0001 0881 5640
- Library of Congress Control Number: n84105647
- Nationale Bibliotheek van Tsjechië: skuk0000216
- Nationale bibliotheek van Australië: 35665634
- Nationale Bibliotheek van Israël: 987007259553205171
- Nederlandse Thesaurus van Auteursnamen: 087368404
- Istituto Centrale per il Catalogo Unico: IEIV005448
- SNAC: w6zg6t3w
- Système universitaire de documentation: 02877034X
- Trove: 1033155
- Virtual International Authority File: 27085279
- WorldCat: E39PBJpPyQbPmd8BJghwqwXmVC